# 麼地

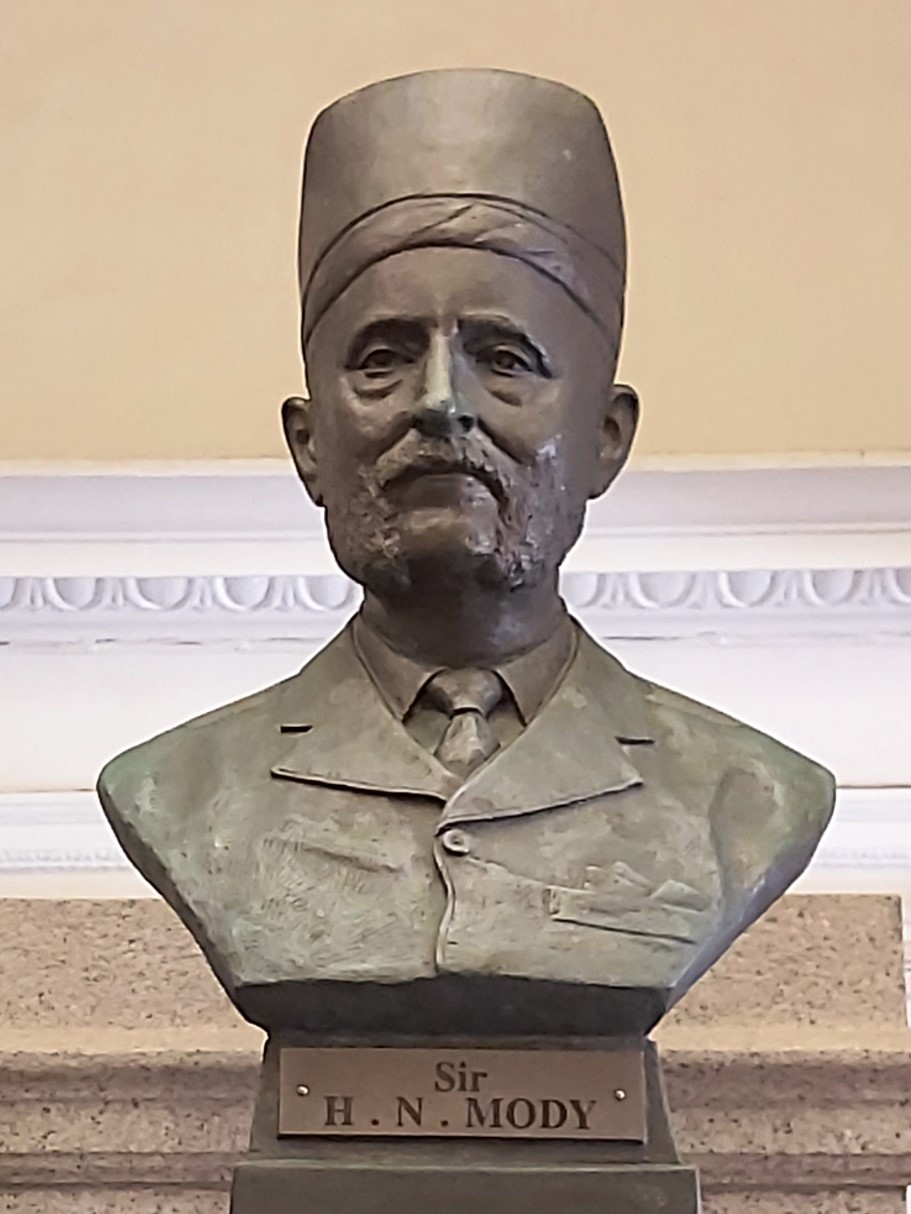
位於香港大學本部大樓陸佑堂的麼地爵士銅像

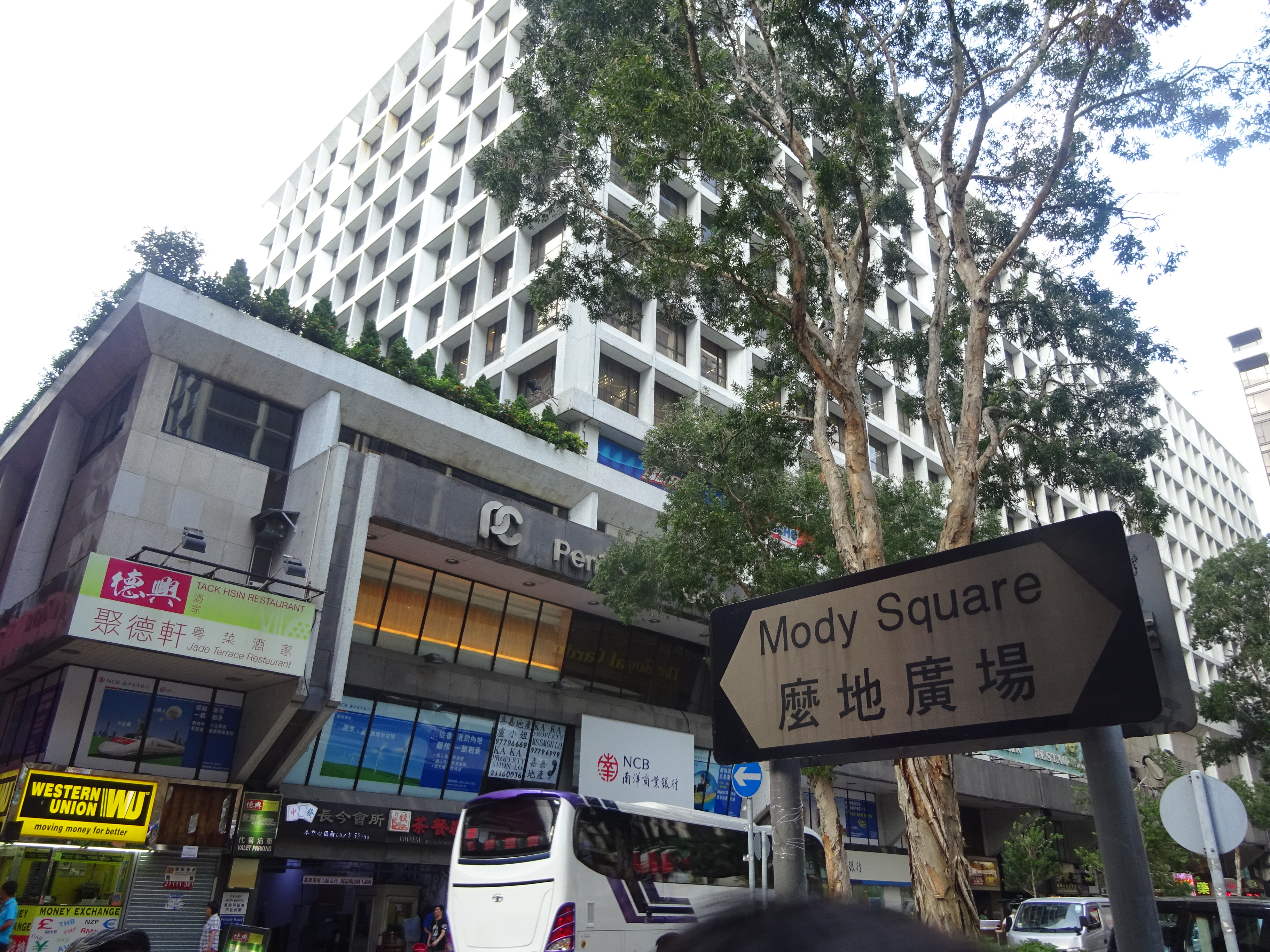
麽地廣場

麼地爵士（英語：Sir Hormusjee Naorojee Mody，1838年10月12日—1911年6月16日），印度巴斯人，出生於孟買，香港與印度貿易的富商名人，合夥人是遮打爵士。麼地爵士是古波斯的拜火教祆教徒，當年是香港有名的教派，與J·H·律敦治、天星小輪之前身九龍小輪創辦人米泰華拉等是同一宗教。
麼地爵士跟當時的港督盧吉勳爵及家人是朋友，他曾經贊助巨資HK$150,000成立香港大學。

## 以其命名事物
- 麼地道
- 麼地里
- 麼地廣場